# آکویدوانا
آکویدوانا (به پرتغالی: Aquidauana) یک منطقهٔ مسکونی در برزیل است که در ماتوگروسو جنوبی واقع شده‌است. آکویدوانا ۱۶٬۹۵۸ کیلومتر مربع مساحت و ۴۸٬۰۲۹ نفر جمعیت دارد و ۱۴۹ متر بالاتر از سطح دریا واقع شده‌است.

## خواهرخوانده
شهر رام‌الله خواهرخواندهٔ آکویدوانا هست.